# Obština Ugărčin
Obština Ugărčin (bulharsky Община Угърчин) je bulharská jednotka územní samosprávy v Lovečské oblasti. Leží ve středním Bulharsku na předhůří Staré planiny a v Předbalkánu. Sídlem obštiny je město Ugărčin, kromě něj zahrnuje obština 10 vesnic. Žije zde necelých 6 tisíc stálých obyvatel.

## Sídla
- Dragana
- Golec
- Kalenik
- Katunec[p 1]
- Kirčevo[p 1]
- Lesidren[p 1]
- Mikre
- Orljane
- Slavštica
- Sopot
- Ugărčin[p 2] (sídlo správy)

## Sousední obštiny
| Růžice kompasu | Lukovit         | Pleven | Loveč  | Růžice kompasu |
| Růžice kompasu | Sever           |        |        | Růžice kompasu |
| Růžice kompasu | Obština Ugărčin |        |        | Růžice kompasu |
| Růžice kompasu | Jih             |        |        | Růžice kompasu |
| Růžice kompasu | Teteven         |        | Trojan | Růžice kompasu |

## Obyvatelstvo
V obštině žije 6 040 obyvatel a je zde trvale hlášeno 5 864 obyvatel. Podle sčítání 7. září 2021 bylo národnostní složení následující:
- Bulhaři: 4 531 (94.8 %)
- Romové: 170 (3.6 %)
- Turci: 64 (1.3 %)
- ostatní: 16 (0.3 %)

V období 2011 až 2021 v obštině ubylo 969 obyvatel.